# أريوفستس
أريوفستس (باللاتينية: Ariovistus) هو كان أحد قادة القبائل السويبية الجرمانية حارب مع الغاليين ضد الرومان، حارب ضد يوليوس قيصر وفي سنة 58 ق م هزم من قبله بعد معركة فوسيا في الألزاس وعاد إلى سويبي.